# Перстач повзучий
Перстач повзучий (Potentilla reptans) — вид квіткових рослин родини розові (Rosaceae), поширений у Євразії, Африці, Канаді, США.

## Опис
Багаторічна рослина 10–70 см завдовжки. Стебла лежачі, з повзучими або сланкими пагонами. Листки з 5–7 листочків. Висота 10–15 см. Стебла нерозгалужені, вкорінюються. Листки чергові, від довгочерешкових до майже черешкових. Листочки від еліптичних до зворотнояйцюватих, велико зубчасті, зелені з обох сторін. Прилистки вузько еліптичні, гострокінцеві.
Квітки 18–25 мм в діаметрі, поодинокі, рідко по 2, на довгих (3.5–8.5 см) прямостійних квітконіжках. Квітки самотні в пазухах. Віночок радіально симетричний, яскраво-жовтий, пелюстків 5, з вищербленою верхівкою, довжиною 8–12 мм, ≈ вдвічі довші, ніж чашечка. Чашечка 5-дольна. Тичинок 20. Плоди: сіро-коричневі сім'янки, декілька разом.

## Поширення
Поширений у Євразії, Північній Африці, Ефіопій, Еритреї, Канаді, США.
В Україні зростає в сирих місцях, на луках і серед чагарників — на всій території.

## Галерея

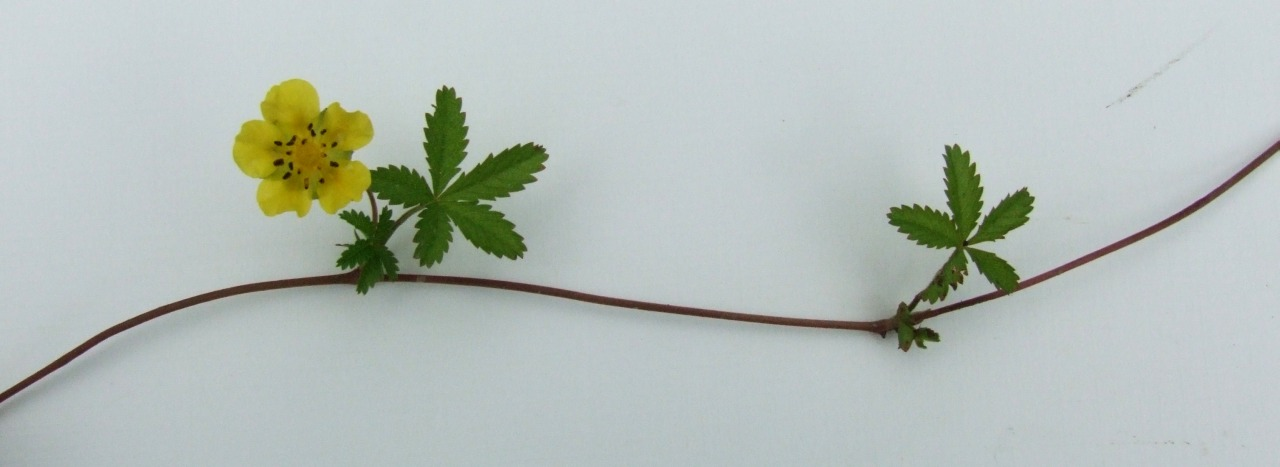
пагін
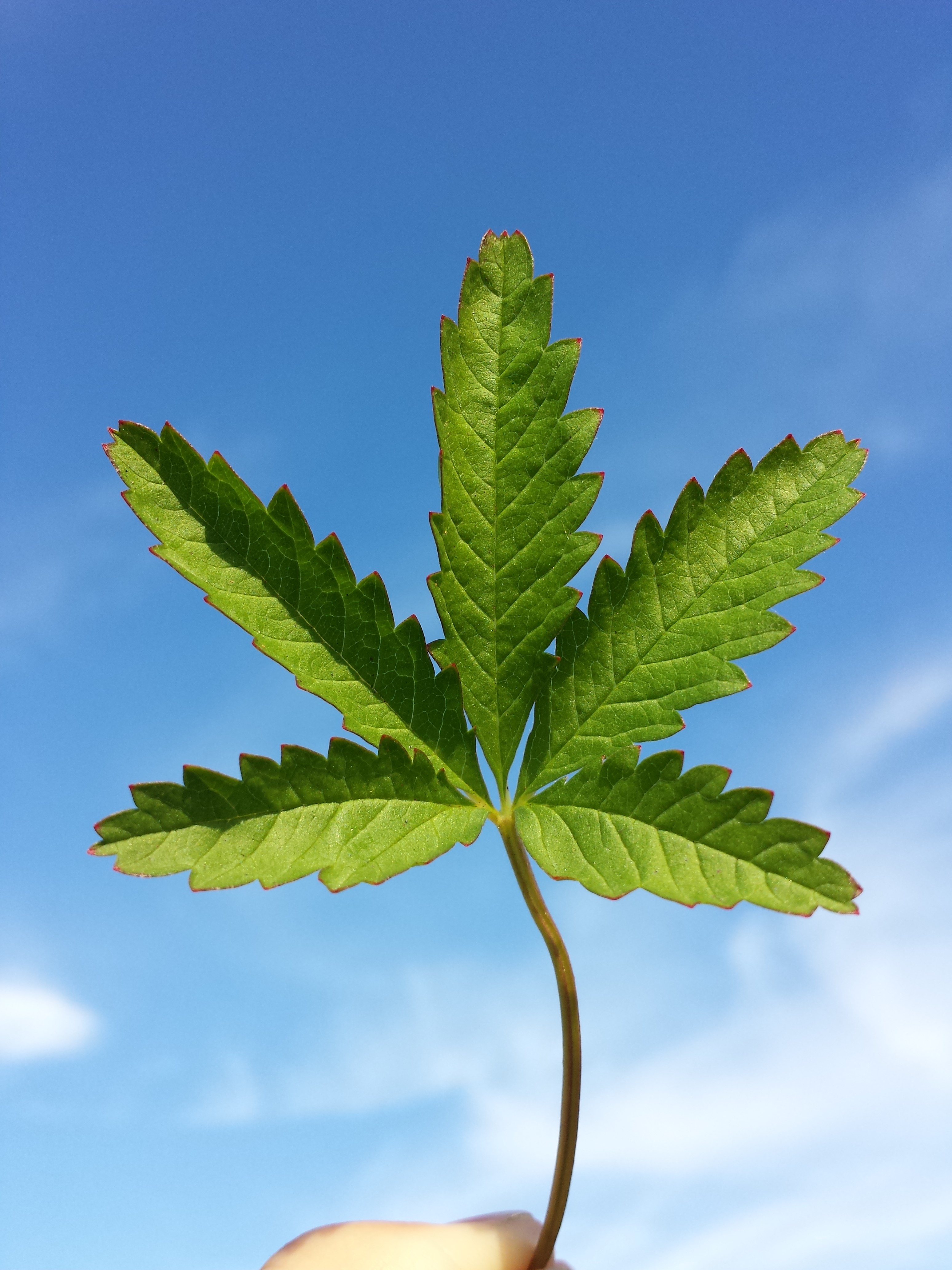
листок
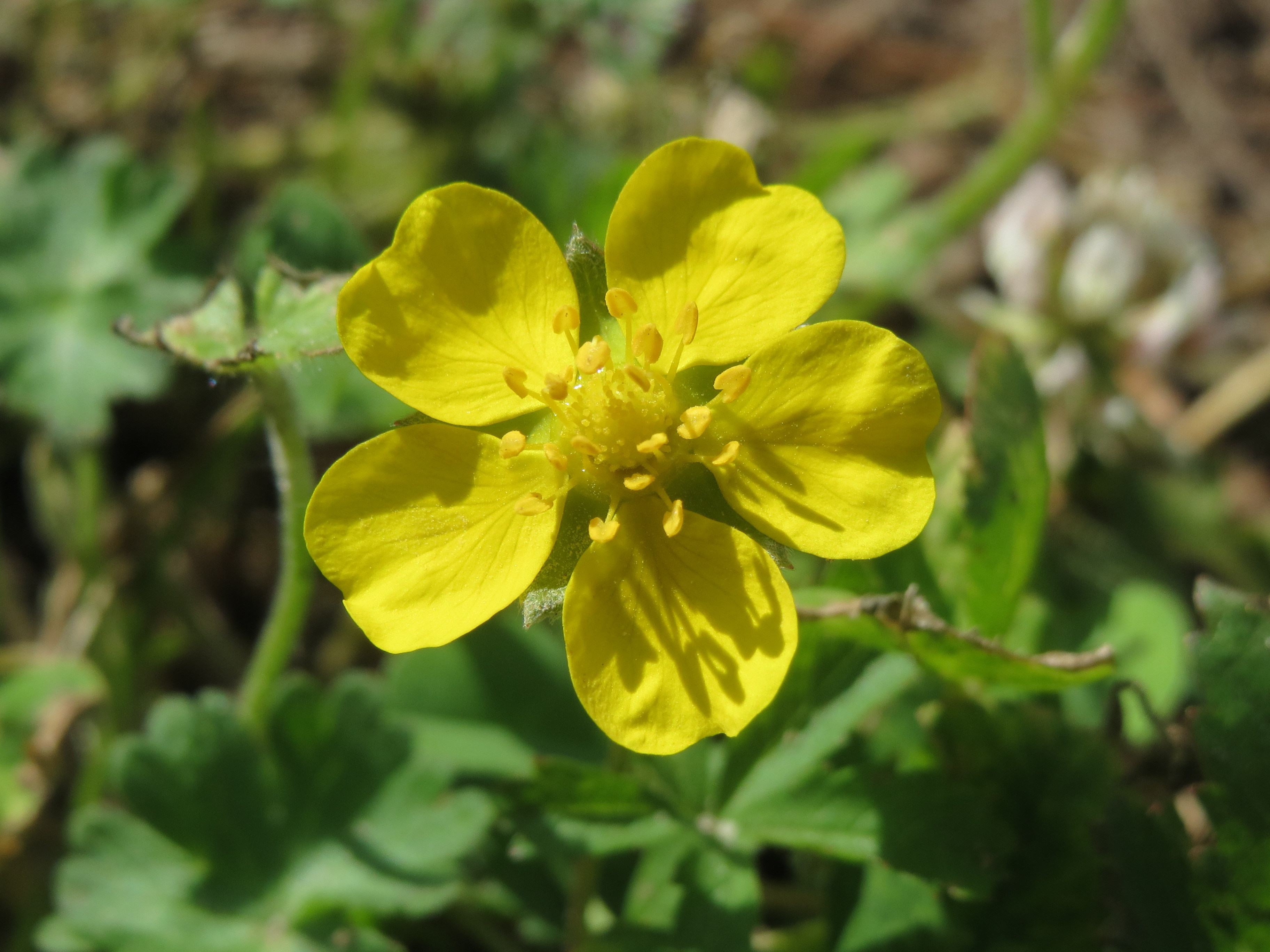
квітка
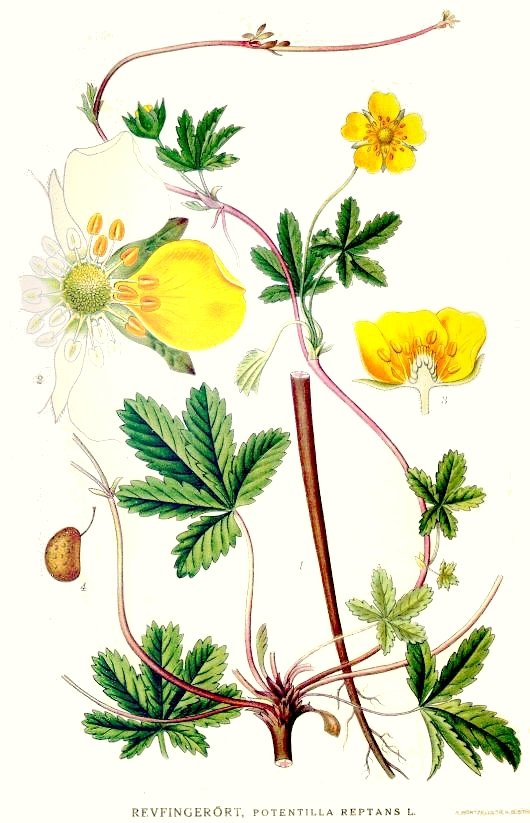
ілюстрація